# Поп-арт
Поп-а́рт (англ. pop art, сокращение от popular art — популярное или естественное искусство) — течение в авангардном искусстве стран Западной Европы и США конца 1950—1960-х годов (в иных определениях: массовой культуры), возникшее в качестве реакции на живопись абстрактного экспрессионизма. «Как следует из названия, представители этого течения стремились создавать „естественное, популярное искусство“ из объектов самой жизни, не отделяя его от обыденной действительности». В качестве основного предмета своего творчества представители поп-арта использовали обыденные вещи и продукты массового потребления, придавая им необычное содержание путём различных трансформаций, удвоений, бесконечных повторений и других комбинаторных приёмов. Фактически это течение в искусстве подменило традиционное изобразительное творчество демонстрацией тех или иных объектов массовой культуры или вещественного мира.
Основные приёмы перемещения и трансформации предмета массовой культуры в иной контекст:
- изменяются масштаб и материал;
- обнажается технический приём;
- выявляются и акцентируются «информационные помехи».

## История

### Прото-поп
Хотя как британский, так и американский поп-арт появились в 1950-х годах, Марсель Дюшан и другие европейские художники, такие как Фрэнсис Пикабиа и Ман Рэй, предвосхитили его появление; кроме того, некоторые более ранние американские направления использовали в работах объекты культуры в неизменном виде. В течение 1920-х годов картины, которые содержали обыденные предметы: американские коммерческие продукты и рекламу — создавали американские художники Патрик Генри Брюс, Джеральд Мерфи, Чарльз Демут и Стюарт Дэвис.
В Северной Америке поп-арт развивался иначе, чем в Великобритании. В Соединённых Штатах поп-арт был реакцией художников: его появления совпало с возвращение к живописи жёстких контуров и репрезентативному искусству. Авторы использовали безличную, приземлённую реальность, иронию и пародию, чтобы обезоружить личную символику и живописную раскованность абстрактного экспрессионизма. Предвестниками поп-арта в США были некоторые работы Ларри Риверса, Алекса Каца и Мана Рэя.
В отличие от США, поп-арт в послевоенной Великобритании, хотя и использовал иронию и пародию, оставался более академичным. Британские художники сфокусировались на динамичных и парадоксальных образах американской поп-культуры как на мощных манипулятивных символах, воздействовавших на стереотипы жизни в целом, одновременно улучшая благосостояние общества. Ранний поп-арт в Британии был полон идей, представляющих собой взгляд со стороны на американскую популярную культуру. Точно так же поп-арт был продолжением и отрицанием дадаизма. Хотя поп-арт и дадаизм использовали одни и те же предметы, поп-арт заменил деструктивные, сатирические и анархические импульсы движения дада самостоятельным утверждением артефактов массовой культуры. Среди европейских художников, создававших произведения поп-арта, такие артисты, как Пабло Пикассо, Марсель Дюшан и Курт Швиттерс.

### Великобритания: Independent Group
Independent Group (IG), основанная в Лондоне в 1952 году, считается предвестником британского поп-арта. Она объединила молодых художников, скульпторов, архитекторов, писателей и критиков, которые бросали вызов преобладающим модернистским подходам к культуре, а также традиционным взглядам на изобразительное искусство. Их групповые дискуссии посвящались влиянию поп-культуры на такие явления, как массовая реклама, кинематограф, промышленный дизайн, комиксы, научная фантастика и техника. На первом заседании IG в 1952 году один из её основателей, художник и скульптор Эдуардо Паолоцци, прочитал лекцию, иллюстрированную серией коллажей под названием Bunk!, которые он создал во время пребывания в Париже между 1947 и 1949 годами. Коллажи состояли из «найденных предметов», таких как реклама, персонажи комиксов, обложки журналов и различная графика массового производства, в основном принадлежащих американской популярной культуре. Среди коллажей была работа Паолоцци «Я была игрушкой богача» (I was a Rich Man’s Plaything, 1947), в которой впервые использовалось слово «поп», появляющееся в облаке дыма, выходящего из револьвера. После первой лекции Паолоцци в 1952 году, IG сосредоточилась в основном на образах американской популярной культуры, в частности, на массовой рекламе.
По словам сына Джона Макхейла, термин «поп-арт» был впервые использован его отцом в 1954 году в разговоре с Фрэнком Корделлом, хотя другие источники называют автором термина британского критика Лоуренса Аллоуэя.
«Поп-арт» в качестве названия использовалось в дискуссиях членов IG во время второй сессии IG в 1955 году, а в печати он впервые появился в статье «Но сегодня мы собираем рекламу» (англ. But Today We Collect Ads), написанной членами IG Элисон и Питером Смитсоном в журнале Ark в 1956 году. Однако более распространено мнение, что первым употреблением термина в прессе принадлежит британскому искусствоведу Лоуренсу Аллоуэю, опубликовавшему в 1958 году эссе «Искусство и средства массовой информации» (англ. The Arts and the Mass Media), хотя в тексте употребляется словосочетание «популярная массовая культура» (англ. popular mass culture). Аллоуэй открыто признавался: «Тогда я не вкладывал в это понятие тот смысл, который оно содержит сегодня. Я использовал это слово наравне с термином „поп-культура“, чтобы охарактеризовать продукты средств массовой информации, а не произведения искусства, для которых были использованы элементы этой „народной культуры“. В любом случае понятие вошло в употребление где-то между зимой 1954/55 годов и 1957 годом». Тем не менее, Аллоуэй был одним из ведущих критиков, защищавших включение образов массовой культуры в живопись. Аллоуэй разъяснил терминологию в 1966 году, когда поп-арт вышел за пределы художественных школ и небольших галерей и стал главной силой в мире искусства. Но настоящий успех поп-арт имел не в Англии. Практически одновременно и независимо очагом нового направления стал Нью-Йорк.
В Лондоне на ежегодной выставке молодых талантов Королевского общества британских художников (RBA) в 1960 году впервые были показаны работы, созданные под влиянием американской популярной культуры. В январе 1961 года на выставке Young Contemporaries демонстрировались работы британца Дэвида Хокни, американца Р. Б. Китая, новозеландца Билли Эппла, британцев Аллена Джонса, Дерека Бошьера, Джо Тилсона, Патрика Колфилда, Питера Филлипса и Питера Блейка. Билли Эппл оформлял плакаты и приглашения на выставки Young Contemporaries 1961 и 1962 годов. В том же 1961 году Хокни, Китай и Блейк выиграли призы на выставке John-Moores-Exhibition в Ливерпуле. Эппл и Хокни вместе отправились в Нью-Йорк во время летних каникул в Королевском колледже в 1961 году. Там Эппл познакомился с Энди Уорхолом. В итоге Хокни и Эппл перебрались в Соединённые Штаты.

### США
Хотя поп-арт зародился в начале 1950-х годов, в Америке самый большой рост интереса к направлению произошёл в 1960-е годы. Термин «поп-арт» был официально введён в употребление в декабре 1962 года: поводом стал «Симпозиум по поп-арту» (англ. Symposium on Pop Art), организованный Нью-Йоркским музеем современного искусства. К этому времени американская реклама впитала многие элементы и идеи современного искусства и функционировала на очень сложном уровне. В результате американским художникам приходилось искать ещё глубже, чтобы найти новые выразительные стили, которые отличали бы искусство от хорошо разработанных и умных коммерческих материалов. Британцы видели американскую популярную культуру со стороны, на отдалении, из-за чего их представления имели романтический, сентиментальный и юмористический подтекст. Американские художники, напротив, каждый день подвергались бомбардировке разнообразными продуктами массового производства, что требовало создавать более смелые и агрессивные работы.
В становлении американского поп-арта важную роль сыграли Джаспер Джонс и Роберт Раушенберг. Картины Раушенберга, имея сходство с более ранними работами Курта Швиттерса и других художников дадаизма, были посвящены социальным проблемам. Его подход заключался в создании искусства из эфемерных материалов. Используя актуальные события повседневной жизни Америки, он придал своим работам уникальное качество. Работы Джонса и Раушенберга 1950-х годов классифицируются как неодадаистические и визуально отличаются от эталонного американского поп-арта, распространившегося с начала 1960-х годов.
Равное значение для американского поп-арта имеет Рой Лихтенштейн. Его работы, использование в них пародии, вероятно, сильнее чем что-то ещё определили основной посыл поп-арта. Выбрав в качестве основы старомодный комикс, Лихтенштейн создает чёткую композицию с резкими контурами, которая свидетельствует и в то же время мягко пародирует. В своих самых известных работах Лихтенштейн использовал масло и акрил, например, в Drowning Girl" (1963), апроприированной из журнала комиксов Secret Hearts #83 компании DC Comics (картина находится в коллекции Нью-Йоркского музея современного искусства). Работы Лихтенштейна отличаются толстыми контурами, смелыми цветами и ясно различимыми точками Бен-Дея, использованными для представления некоторых цветов, как будто они созданы путём репродукции. Поп-арт объединил популярную, массовую культуру с изобразительным искусством, добавив юмор, иронию и узнаваемые образы.
Картины Лихтенштейна, как и картины Энди Уорхола, Тома Вессельмана и других представителей поп-арта, имеют прямую связь с привычными образами американской популярной культуры, но в то же время относятся к предмету безлично, явным образом иллюстрируя идеализацию массового производства.
Энди Уорхол, наверное, является самой известной фигурой поп-арта. Искусствовед Артур Данто однажды назвал Уорхола «наиболее близким к идеалу примером философского гения в истории искусства». Уорхол пытался вывести поп-арт за пределы искусства и сделать образом жизни, и в своих работах уходил от человеческого влияния, которое выражается в иронии и пародии произведений его современников.

#### Ранние выставки в США
В 1959 и 1960 годах Клас Олденбург, Джим Дайн и Том Вессельманн провели первые показы произведений поп-арта в галерее Джадсона. В 1960—1964 годах они вместе с Джеймсом Розенквистом, Джорджем Сигалом и другими художниками выставлялись в «Зеленой галерее» на Манхэттене. В 1960 году Марта Джексон показала инсталляции и ассамбляжи на выставке New Media — New Forms, где были представлены работы Ганса Арпа, Курта Швиттерса, Джаспера Джонса, Класа Олденбурга, Роберта Раушенберга, Джима Дайна и Мэй Уилсон. Весной 1961 года состоялась выставка Джексон Environments, Situations, Spaces. Энди Уорхол провел первую персональную выставку в Лос-Анджелесе в июле 1962 года в галерее «Ферус» Ирвинга Блюма, где показал 32 картины c изображением банок с супом Кэмпбелл, по одной на любой вкус. Уорхол продал серию Блюму за 1000 долларов; в 1996 году, когда серию приобрел Нью-Йоркский музей современного искусства, она была оценена в 15 млн долларов.
Дональд Фактор, сын Макса Фактора-младшего, коллекционер и соредактор авангардного литературного журнала Nomad, опубликовал в последнем номере журнала Nomad / New York эссе, описав новое направление в искусстве, хотя и не употребил термина «поп-арт». Названное «Четыре художника», оно было посвящено на Рою Лихтенштейну, Джеймсу Розенквисту, Джиму Дайну и Клэсу Ольденбургу.
В 1960-х годах Ольденбург, присоединившийся к поп-арту, организовал несколько хеппенингов, объединённых названием Ray Gun Theater. В качестве исполнителей в них приняли участие художники Лукас Самарас, Том Вессельман, Кэроли Шнееман, Фальстрём Эйвинд и Ричард Артшвагер, дилер Аннина Носей, искусствовед Барбара Роуз и сценарист Руди Вурлицер. Первая жена Ольденбурга, Пэтти Муша, которая сшила многие из ранних мягких скульптур мужа, также была постоянной участницей хеппенингов. Этот дерзкий, часто юмористический подход к искусству в значительной степени расходился с преобладающей убеждением, что по своей природе искусство работает с «глубокими» чувствами или мыслями. В декабре 1961 года Ольденбург арендовал магазин в Нижнем Ист-Сайде на Манхэттене, чтобы разместить в нём «Магазин» (The Store) — просуществовавшую месяц инсталляцию, впервые представленную в галерее Марты Джексон в Нью-Йорке, которую составляли скульптуры, имитировавшие товары широкого потребления.
Открывшаяся в 1962 году нью-йоркская галерея Sidney Janis, с которой сотрудничал лидер абстрактного экспрессионизма Виллем де Кунинг, организовала новаторскую «Международную выставку новых реалистов» (International Exhibition of the New Realists), собравшую работы нового реализма Америки, Франции, Швейцарии, Италии и британского поп-арта. Среди 54 представленных художников были Ричард Линднер, Уэйн Тибо, Рой Лихтенштейн (и его картина 1962 года Blam!), Энди Уорхол, Клас Олденбург, Джеймс Розенквист, Джим Дайн, Роберт Индиана, Том Вессельманн, Джордж Сигал, Питер Филлипс, Питер Блейк (The Love Wall 1961 года), Ив Кляйн, Арман, Даниэль Шпёрри, Кристо и Миммо Ротелла. Выставку в Нью-Йорке посетили европейцы Марсьяль Райс, Ники де Сен-Фалль и Жан Тенгели, которые были ошеломлены масштабом и видом американского искусства. Также были показаны работы Марисоль Эскобар, Марио Скифано, Энрико Байя и Ойвинда Фальстрёма. Галерея потеряла некоторых из художников абстрактного экспрессионизма: Марк Ротко, Роберта Мазервелл, Адольфа Готлиба и Филиппа Густона — но получила взамен Дайна, Ольденбурга, Сигала и Вессельмана. На премьерном вечере, организованном коллекционером Бертоном Тремейном, появился Виллем де Кунинг, но Тремейн, который владел рядом работ художника, его не пустил. Розенквист вспоминал: «В тот момент я подумал, что в мире искусства определённо что-то изменилось». Подобное отношение к уважаемому художнику абстрактного экспрессионизма доказало, что уже в 1962 году направление поп-арта стало доминировать в художественной культуре Нью-Йорка.
Чуть раньше на Западном побережье Рой Лихтенштейн, Джим Дайн и Энди Уорхол из Нью-Йорка; Филипп Хеффертон и Роберт Дауд из Детройта; Эдвард Руша и Джо Гуд из Оклахома-Сити; и Уэйн Тибо из Калифорнии стали участниками выставки New Painting of Common Objects. Эта первая музейная выставка поп-арта в США прошла Художественном музее Пасадины под руководством Уолтера Хоппса. Поп-арт был готов изменить мир искусства. Нью-Йорк последовал примеру Пасадины в 1963 году, когда в Музее Гуггенхайма открылась выставка Six Painters and the Object под руководством Лоуренса Аллоуэя. Выставлялись работы Джима Дайна, Джаспера Джонса, Роя Лихтенштейна, Роберта Раушенберга, Джеймса Розенквиста и Энди Уорхола. Ещё одной ключевой выставкой стала The American Supermarket, организованная галереей Бьянкини в 1964 году. Она была оформлена в виде интерьера типичного супермаркета, за исключением того, что всё в нём: продукты, консервы, мясо, плакаты на стенах — было создано видными художниками поп-арта того времени, в том числе Билли Эпплом, Энди Уорхолом, Роем Лихтенштейном, Томом Вессельманом, Класом Ольденбургом и Джаспером Джонсом. Этот проект был воссоздан в 2002 году как часть выставки Shopping: A Century of Art в галерее Тейт.
К 1962 году художники поп-арта начали выставляться в коммерческих галереях в Нью-Йорке и Лос-Анджелесе; для некоторых это были первые коммерческие персональные выставки. Галерея «Ферус» в 1962 году представила в Лос-Анджелесе Энди Уорхола, в 1963 году — Эда Рушея. В Нью-Йорке в «Зеленой галерее» прошли показы работ Розенквиста, Сигал, Ольденбурга и Вессельманн. Stable Gallery провела выставки Индианы и Уорхола (для последнего это была первая персональная выставка в Нью-Йорке). Галерея Лео Кастелли представила Раушенберга, Джонса и Лихтенштейна. Марта Джексон показала Джима Дайна, а Аллен Стоун — Уэйна Тибо. К 1966 году, после закрытия «Зеленой галереи» и галереи «Ферус», в галерее Лео Кастелли выставлялись Розенквист, Уорхол, Раушенберг, Джонс, Лихтенштейн и Рушей. Галерея Sidney Janis демонстрировала работы Ольденбурга, Сигала, Дайна, Вессельманна и Марисоль, в то время как Аллен Стоун продолжал показы Тибо, а Марта Джексон — представлять Роберта Индианы.
В 1968 году выставка São Paulo 9 Exhibition — Environment U.S.A.: 1957—1967 выпустила справочник «Кто есть кто в поп-арте». Считающуюся итогом классического периода американского поп-арта, выставку курировал Уильям Зейц. В ней приняли участие художники Эдвард Хоппер, Джеймс Гилл, Роберт Индиана, Джаспер Джонс, Рой Лихтенштейн, Клас Олденбург, Роберт Раушенберг, Энди Уорхол и Том Вессельманн.

## Критика
Поп-арт неоднократно подвергался критике со стороны деятелей искусств и художественных критиков. 13 сентября 1962 года Нью-Йоркский музей современного искусства организовал симпозиум по поп-арту. В ходе развернувшейся дискуссии влиятельный критик-консерватор Хилтон Крамер (англ. Hilton Kramer) из газеты «The New York Times» высказал мнение, что по своей сути поп-арт «ничем не отличается от искусства рекламы». По словам Крамера, оба этих явления преследуют цель «примирить нас с миром предметов потребления, банальностей и вульгарности». Критик настаивал на необходимости решительного противодействия поп-арту.
Присутствовавший на симпозиуме поэт, критик и лауреат Пулитцеровской премии Стэнли Кьюниц также неодобрительно отозвался о поп-арте, упрекая представителей этого художественного направления в стремлении угодить господствующему социальному классу: по словам поэта, они выражают «дух конформизма и буржуазии». Кроме того, Куниц высказал мысль, что поп-артовские «знаки, слоганы и приёмы происходят прямо из цитадели буржуазного общества, из бастиона, где формируются образы и потребности масс».

## Представители поп-арта
- Питер Блейк
- Том Вессельман
- Ричард Гамильтон
- Ред Грумз
- Аллан Д’Арканджело
- Джим Дайн
- Джаспер Джонс
- Ален Джоунс
- Роберт Индиана
- Алекс Кац
- Рой Лихтенштейн
- Грэм Овенден
- Клас Олденбург
- Мел Рамос
- Роберт Раушенберг
- Джеймс Рицци[англ.]
- Джеймс Розенквист
- Эд Руша
- Джордж Сигал
- Уэйн Тибо
- Энди Уорхол
- Питер Филлипс
- Кит Харинг
- Дэвид Хокни
- Марисоль Эскобар

## Цитаты
Поп-арт — популярный, мимолётный, остроумный, быстрозабываемый, сексуальный, молодой.— Ричард Гамильтон

Поп — это любовь, так как поп признаёт всё... Поп подобен разрыву бомбы. Это американская мечта, оптимистичная, щедрая и наивная.— Роберт Индиана